# Национальный парк Гёреме
Национальный парк Гёреме (тур. Göreme Millî Parkı ve Kapadokyanın Kayalık Bölümleri) — музей под открытым небом в Турции в регионе Каппадокия. Национальный парк расположен между городами Невшехир, Ургюп и Аванос, и занимает территорию в 9884 га. В ареал парка входят множество скальных образований, эрозионных столбов, пещерных церквей и монастырских сооружений. В 1985 году Национальный парк Гёреме и пещерные постройки Каппадокии внесены в список объектов всемирного наследия ЮНЕСКО в Турции. В 2019 г. утратил статус национального парка. Территория передана под управление Администрации района Каппадокия.

## Географическое описание
Национальный парк находится недалеко от деревни Гёреме, в 12 километрах к востоку от Невшехира в самом сердце Каппадокии, в Центральной Анатолии.
Парк расположен в вулканическом регионе между вулканами Хасан и Эрджиес в Центральной Анатолии, в непосредственной близости от Ургюпа, Чавушина и Гереме . Территория представляет собой плато и высокие холмы, рассеченные ручьями и речными долинами с крутыми склонами. Частично местность здесь состоит из базальта и толстых пластов туфа. Туф является результатом выброса вулканами пепла миллионы лет назад, который при затвердевании превратился в мягкую породу, и с тех пор окружающая территория была покрыта застывшей лавой, образовавшей защитную оболочку. Процесс продолжался на протяжении тысячелетий, образуя разноцветные скалы, каменные башни, столбы и скальные образования в виде «волшебных дымоходов», которыми известна одна из местных локаций Долина Любви.

## История
Гёреме был заселён ещё во времена хеттов (около 1800—1200 гг. до н. э.), а позже оказался в неустойчивом политическом положении во время  соперничества между греками и персами, а затем между византийскими греками и множеством других соперников.
Считается, что впервые деятельность монахов в Каппадокии датирована IV веком, когда небольшие группы спасавшихся от преследований Рима христиан-отшельников, следуя учению епископа Кайсери Василия Великого, начали заселять высеченные в скале кельи. Позднее, чтобы защититься от вторжений арабов, они начали образовывать деревни троглодитов или подземные города, такие как Каймаклы или Деринкую, которые служили им убежищами.
С VI века до конца IX века Гёреме был одним из крупнейших христианских центров, и в его окрестностях насчитывалось более 400 церквей.

## Пещерные церкви на территории музея женского монастыря (Kızlar Manastırı)
- Церковь Св. Василия
- Яблочная церковь (Elmalı Kilise)
- Церковь Св. Варвары
- Церковь Св. Екатерины
- Церковь Иисуса Вседержителя
- Церковь Мальтийских крестоносцев
- Змеиная церковь (Yılanlı Kilise)
- Тёмная церковь (Karanlık Kilise) XIII века.
- Церковь с сандалиями (Çarıklı Kilise)

Также на территории музея расположены жилые и служебные помещения: кладовая, кухня, трапезная и другие.

## Памятники вне музея
Рядом с музеем расположены:
- Церковь Токали-Килисе (Tokalı Kilise)
- Церковь Саклы (Saklı Kilise)
- Церковь Эль Назар (El Nazar Kilisesi)
- Церковь Кылычлар (Kılıçlar Kilisesi)
- Церковь Мерьем Ана (Meryem Ana Kilisesi)
- Церковь Богородицы
- Церковь Айналы
- и другие.

## Галерея

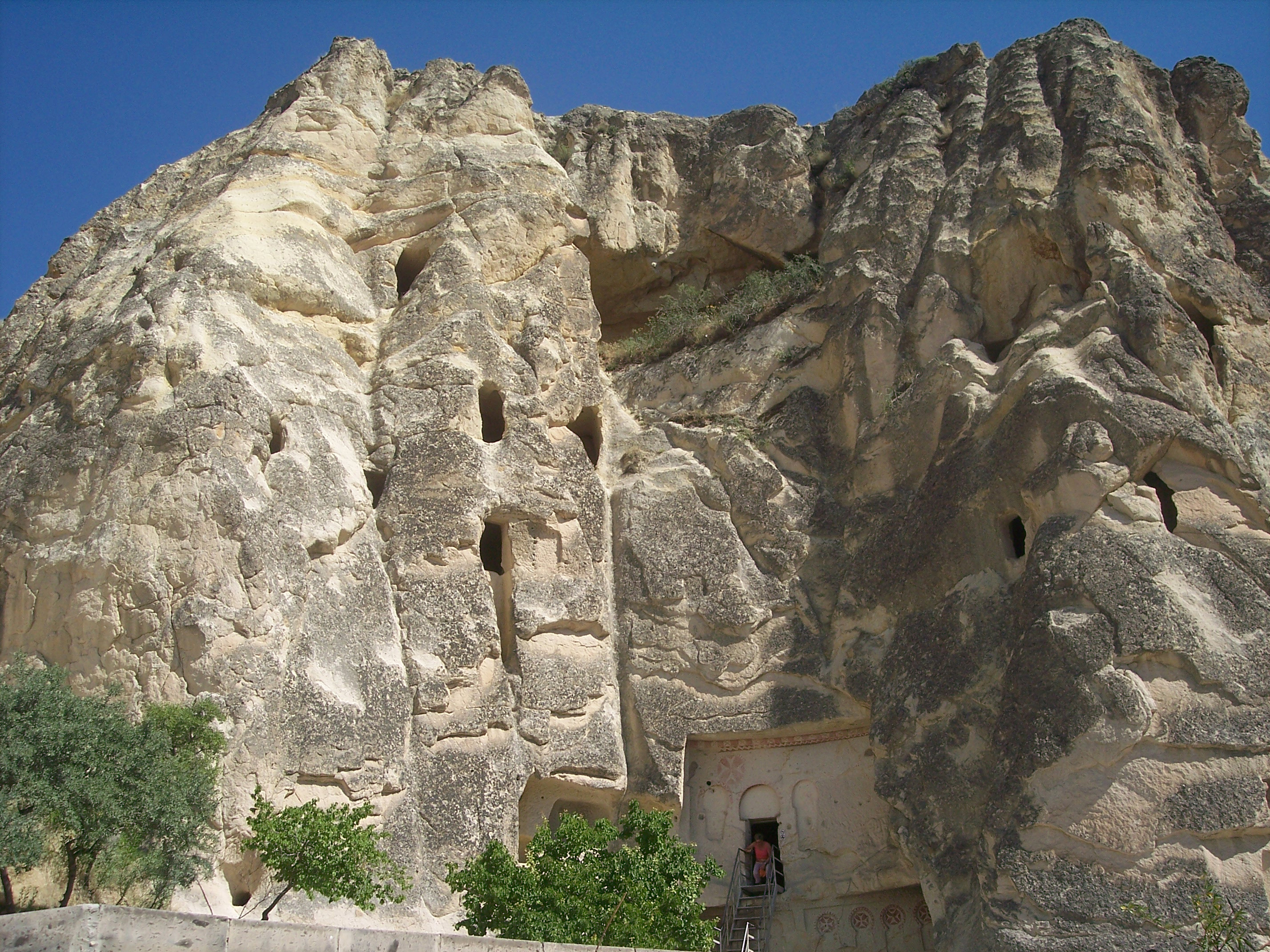
Церковь с сандалиями (Çarıklı Kilise)
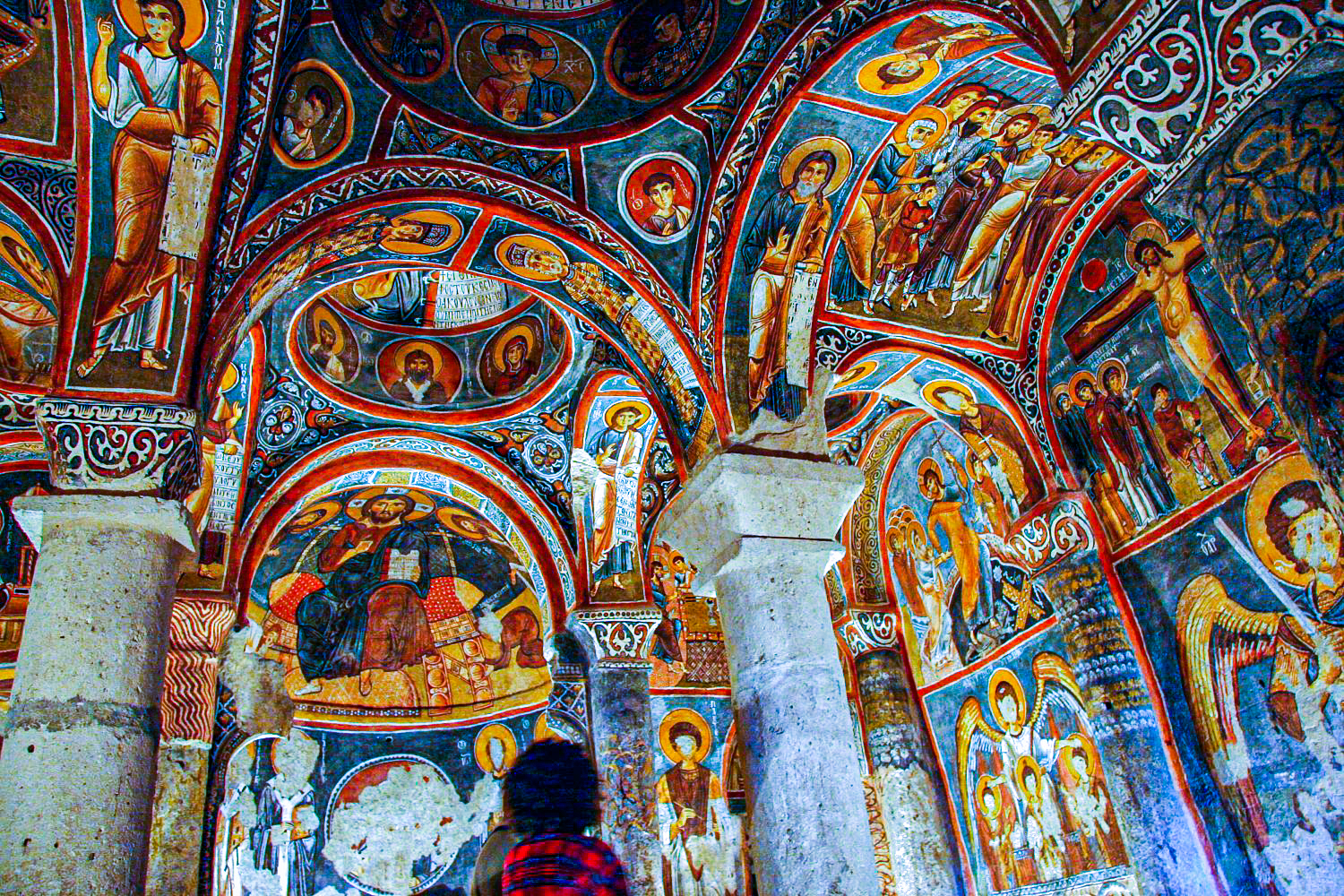
Тёмная церковь
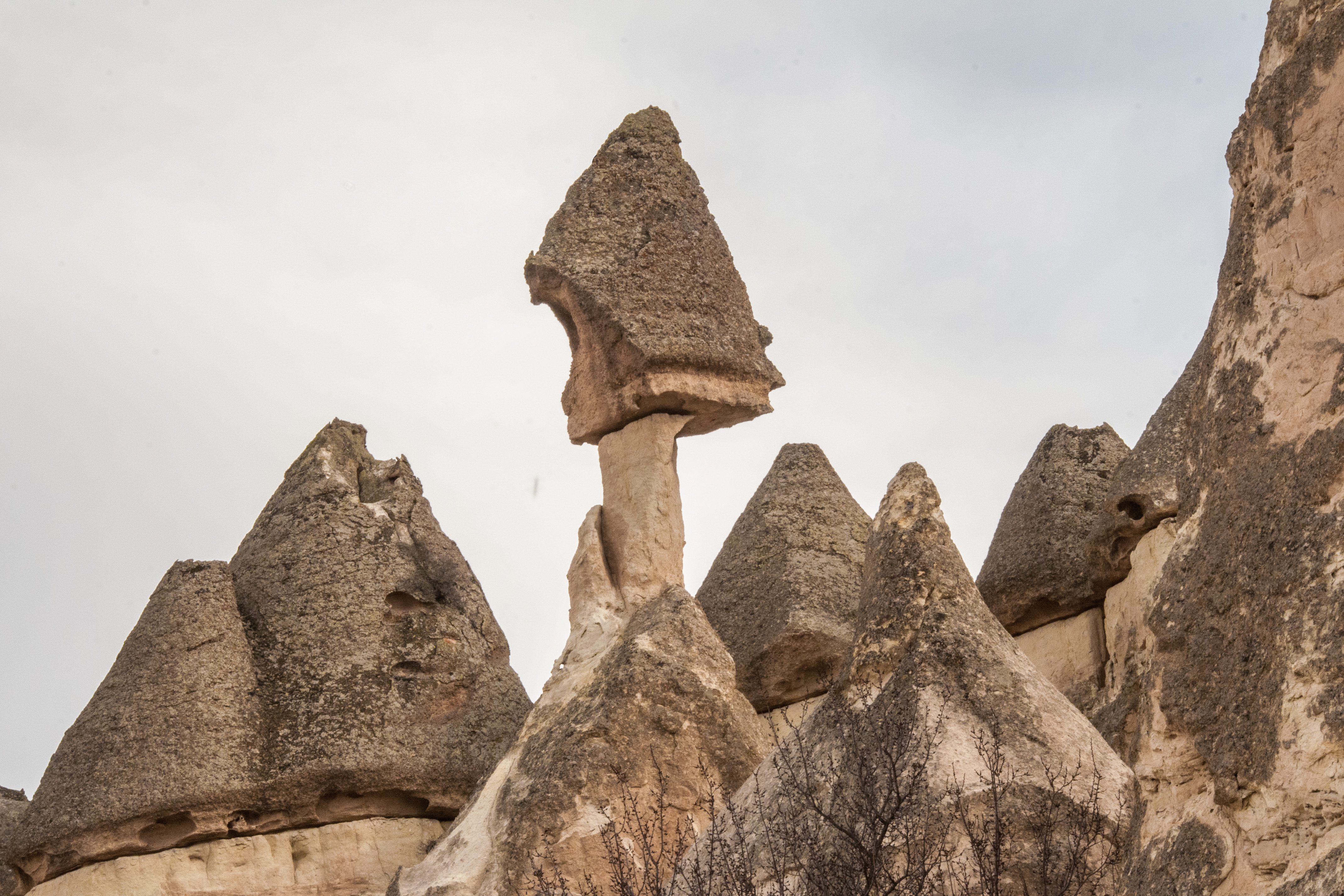
Палаточные камни (peribacası) около Чавушина